# جائزة الولايات المتحدة الكبرى للدراجات النارية 2008
جائزة الولايات المتحدة الكبرى للدراجات النارية 2008 هو سباق دراجات نارية أقيم بتاريخ 20 يوليو 2008 في حلبة لاغونا سيكا. كان الجولة الحادية عشر من أصل 18 في سباق الجائزة الكبرى للدراجات النارية موسم 2008. فاز الإيطالي فالنتينو روسي بفئة الموتو جي بي بينما جاء الأسترالي كيسي ستونر في المركز الثاني وحصل على المركز الثالث الأسترالي كريس فيرمولين.

## وصلات خارجية
- الموقع الرسمي